# Maria Yi Yŏn-hŭi
Maria Yi Yŏn-hŭi (ko. 이연희 마리아) (ur. 1804 w Seulu, zm. 3 września 1839 tamże) – koreańska męczennica, święta Kościoła katolickiego.
Była żoną katolickiego męczennika Damiana Nam Myŏng-hyŏg. Miała silną wolę i była inteligentną osobą. Podobnie jak Barbara Kwŏn Hŭi użyczała swój dom biskupowi Imbertowi i innym misjonarzom, co w tym czasie było bardzo niebezpieczne. Została aresztowana w 1839 r. i poddana torturom mającym zmusić ją do wyrzeczenia się wiary. Została ścięta 3 września 1839 w Seulu w miejscu straceń za Małą Zachodnią Bramą razem z 5 innymi katolikami (Marią Pak K’ŭn-agi, Barbarą Kwŏn Hŭi, Janem Pak Hu-jae, Barbarą Yi Chŏng-hŭi i Agnieszką Kim Hyo-ju)..
Dzień jej wspomnienia przypada 20 września (w grupie 103 męczenników koreańskich).
Beatyfikowana 5 lipca 1925 r. przez papieża Piusa XI, kanonizowana 6 maja 1984 r. przez Jana Pawła II w grupie 103 męczenników koreańskich.